# Pietro Giovanni Abbati
Pietro Giovanni Abbati (Parma, notizie dal 1683 – Parma, 1745) è stato uno scenografo, pittore e incisore italiano.
Fu attivo, a cavallo tra Sei e Settecento, nelle città di Torino, Parma, Bologna e Vienna. Scolaro di Ferdinando Galli da Bibbiena, di lui pubblicò, nel 1707, diverse opere di prospettiva. Si dedicò principalmente alla scenografia, alle decorazioni pittoriche e all'incisione.